# Engyō-ji

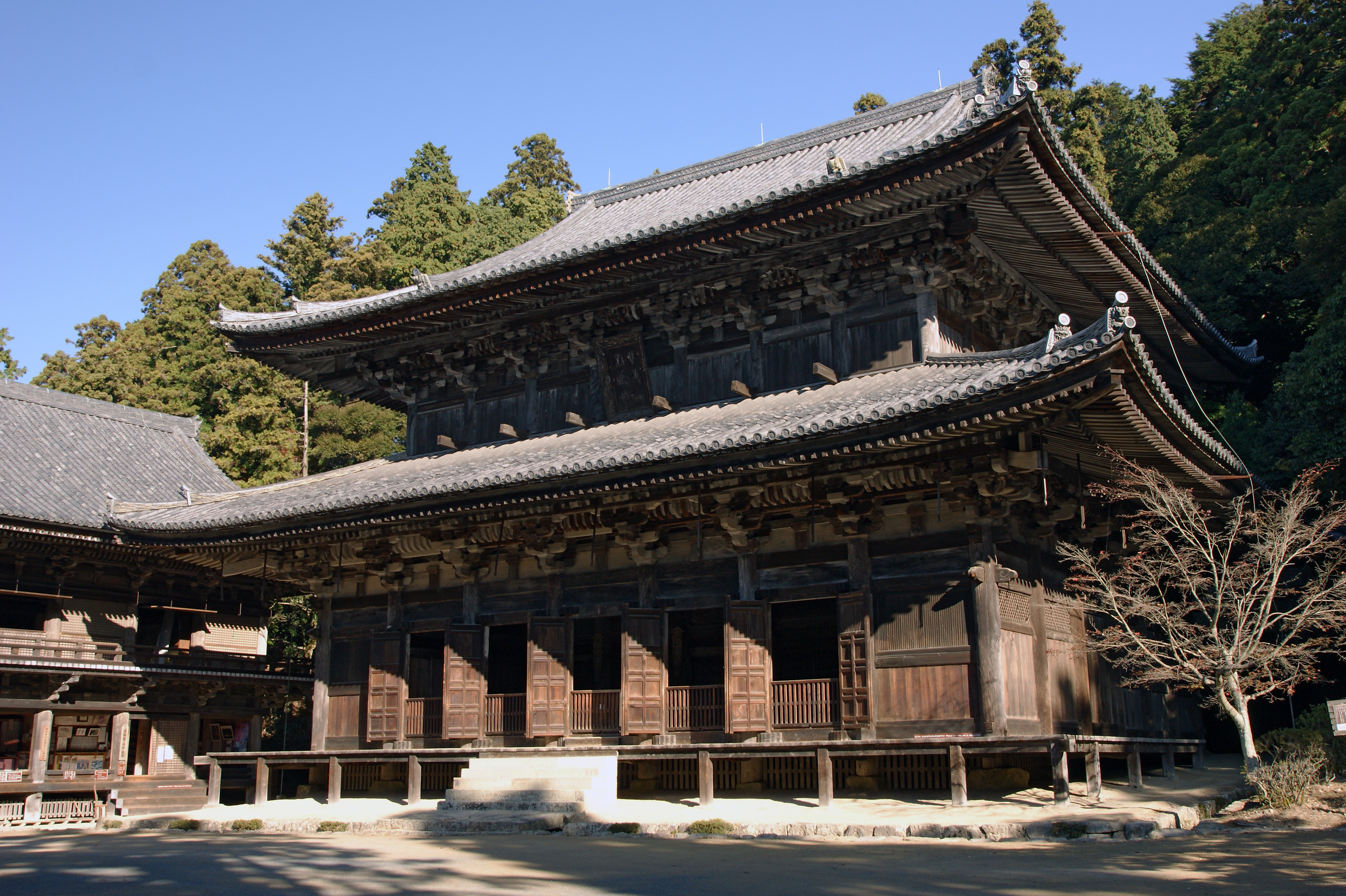
Große Lehrhalle

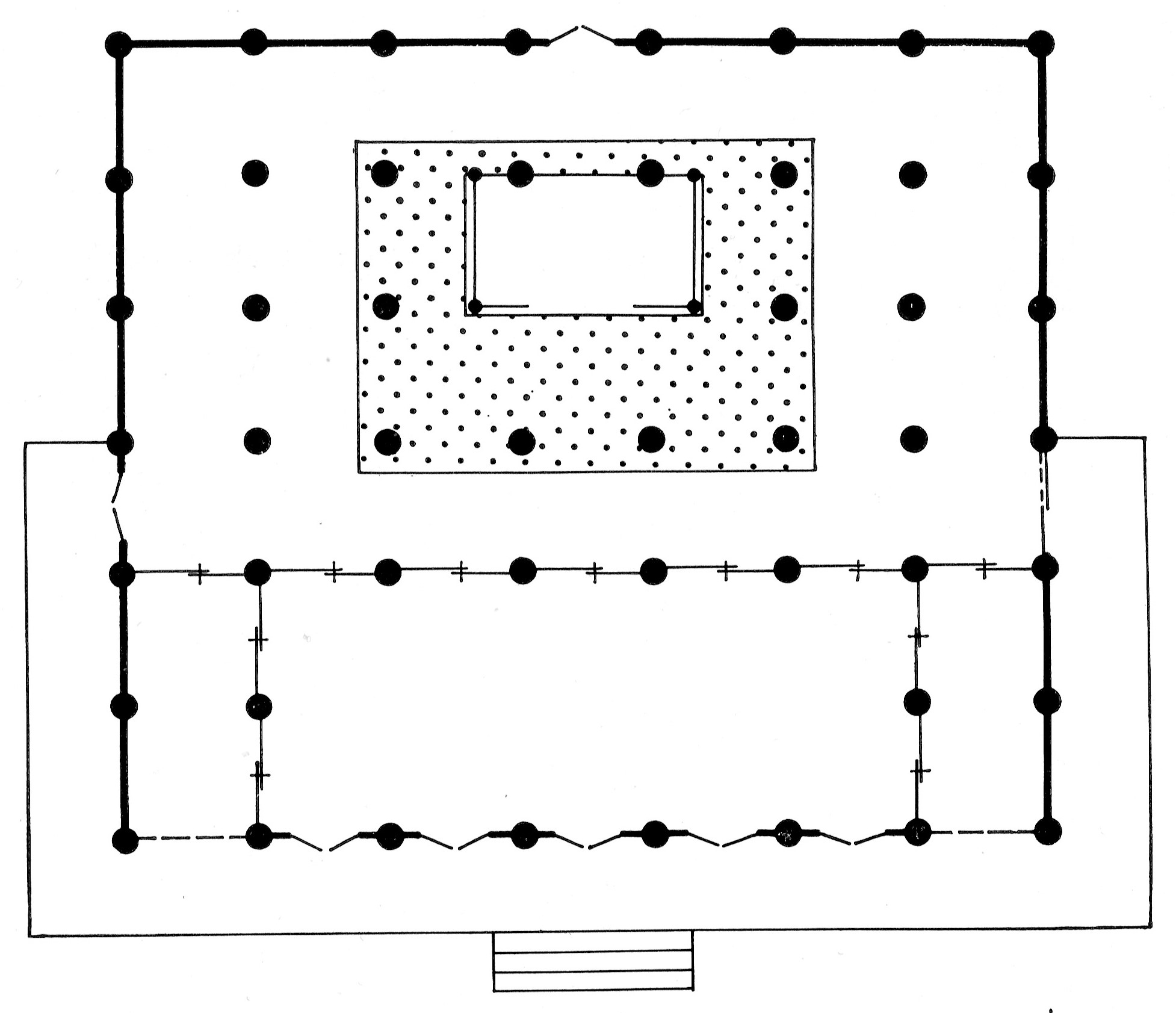
Große Lehrhalle, Plan

Der Engyō-ji (japanisch 圓教寺, vereinfacht auch 円教寺 geschrieben) ist ein Tempel der Tendai-Richtung des Buddhismus am Südhang des Berges Shosha im Norden der Stadt Himeji in der Präfektur Hyōgo. Er ist der 27. Tempel der Saigoku-Pilgerwegs.

## Geschichte
Der Überlieferung nach hat Oberpriester Shōkū (性空上人 ~-shōnin) im Jahr 966 am Südrand des Bergs Shosha (書写山 ~-san) den Grundstein gelegt. Obwohl der Tempel von Kyōto ziemlich entfernt ist, wurde er nicht nur von der kaiserlichen Familie und vom Adel aufgesucht, sondern sogar vom Kaiser selbst. Der Tempel wurde auch „Hiei-zan des Westens“ genannt und zählte zu den „Drei großen Pilgerzielen“ des Tendai.

## Die Anlage
(Das Zeichen ◎ steht im Folgenden für „Wichtiges Kulturgut Japans“.)
Der Tempel erstreckt sich mit seinen Gebäuden über eine größere Fläche des Südhangs des Shosha. Im unteren Bereich steht das Eingangstor mit den Skulpturen der beiden Tempelwächter, das Niō-Tor (仁王門 ~-mon). Hat man es passiert, so finden sich dort bereits einige Gebäude der Tempelanlage, darunter das Jūmyō-in (十妙院) aus dem Beginn der Edo-Zeit. Es besitzt im Inneren Schiebetüren, die von Kanō Einō bemalt wurden.
In der Mitte der Anlage erreicht man über eine längere Treppe das
- Mani[A 1]-den (摩尼殿), ein Bauwerk, das über Stützen am Hang steht. Es wurde in der Shōwa-Zeit wiedererrichtet.

- Auf der Höhe des Mani-den steht der Glockenturm (鐘楼 Shōrō; ◎), weiter links die kleine Kongo-Halle (金剛堂 Kongōdō; ◎) mit einem quadratischen Grundriss von 3 × 3 Ken, das sind hier 4,88 × 4,88 m. In der Halle wird ein Altarschrein (厨子 Zushi; ◎) aufbewahrt.

- Weiter oben befindet sich um einen kleinen Platz herum angeordnet ein Ensemble, bestehend aus drei Gebäuden
  - Jōgyō-Halle (常行堂; ◎), links. Sie hat einen quadratischen Grundriss von 5 × 5 Ken, das sind hier 15,27 × 15,27 m. Sie beherbergt einen Amida-Nyorai (阿弥陀如来) aus dem Jahr 1005, der früher in der Daikō-Halle gestanden hat.
  - Refektorium (食堂 Jikidō; ◎), in der Mitte mit einer Ausdehnung von 15 × 5 Ken, das sind hier 38,69 × 10,22 m. Es wurde auf Wunsch des Kaisers Go-Shirakawa im Jahr 1174 zweistöckig erbaut und ist mit seiner Länge von fast 40 m einmalig in Japan.
  - Daikō-Halle (大講堂; ◎) rechts, wie der Name sagt, eigentlich die Große Lehrhalle, die hier aber die Funktion der Haupthalle (本堂 Hondō) übernimmt. Die Daikō-Halle stammt aus dem Jahr 1440 und hat bei Draufsicht eine Ausdehnung von 7 × 6 Ken, das sind hier 19,52 × 16,73 m. Sie besitzt ein Fußwalmdach über einem umlaufenden unteren Dach. Verehrt wird Shaka-Nyorai (釈迦如来) mit den Heiligen Monju (文殊菩薩 ~-bosatsu) und Fugen (普賢菩薩 ~-bosatsu) an seiner Seite.

Ganz oben im „Hinteren Bereich“ (奥の院 Oku no in) sieht man
- das Gohōdō (護法堂; ◎), das besteht aus zwei kleinen Shintō-Schreinen. Weiter stehen dort die „Halle des Tempelgründers“ (開山堂 Kaisandō) und andere Bauwerke.

Zur Anlage gehören rund zwei Dutzend weiterer Tempelbauten und Untertempel, dazu die Grabanlagen der Fürstenfamilien Honda und einem Zweig der Matsudaira.
Der Asteroid (6725) Engyoji wurde am 15. April 2014 nach dem Tempel Engyo-ji benannt.

## Bilder

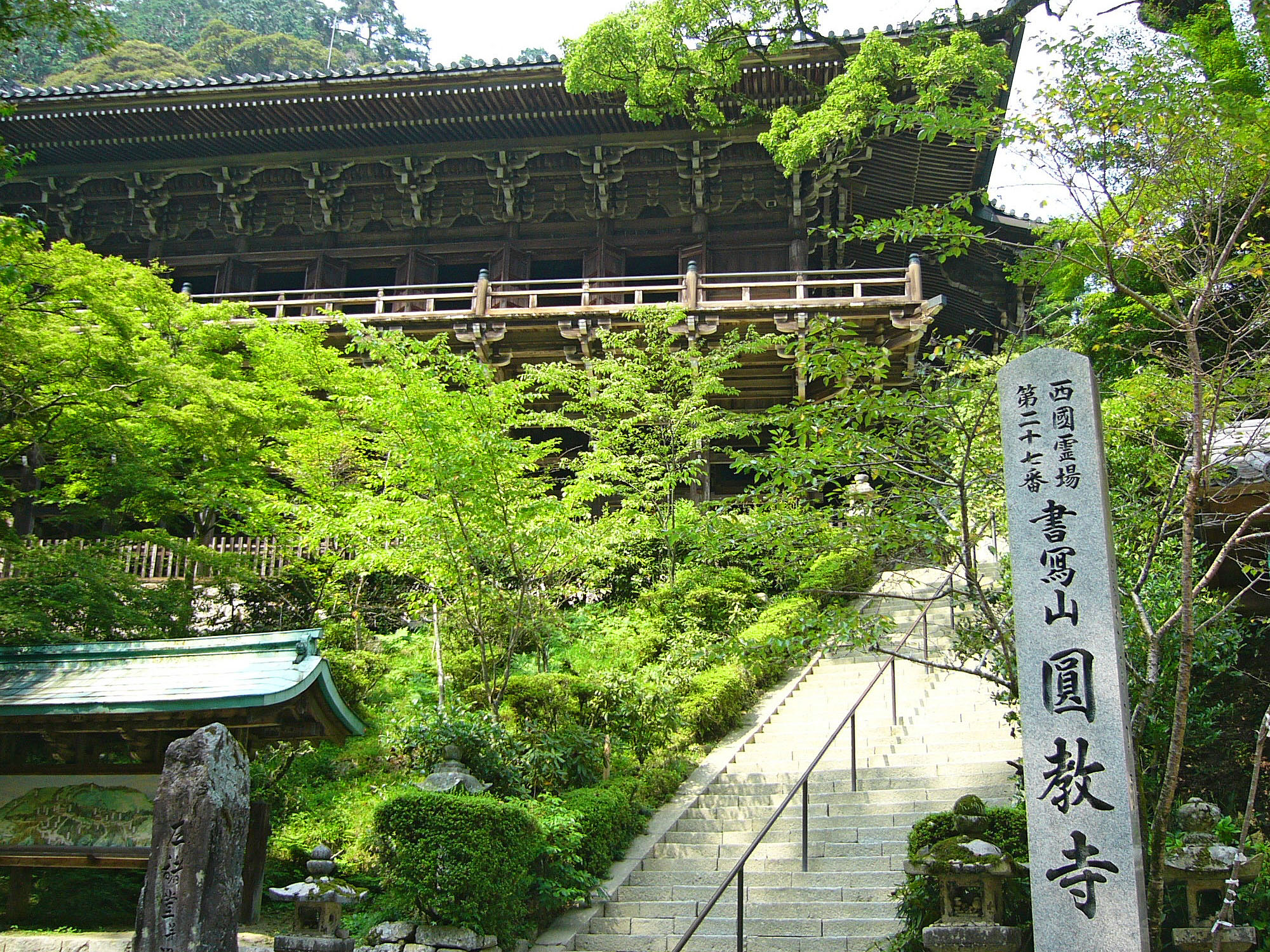
Weg zum inneren Bereich
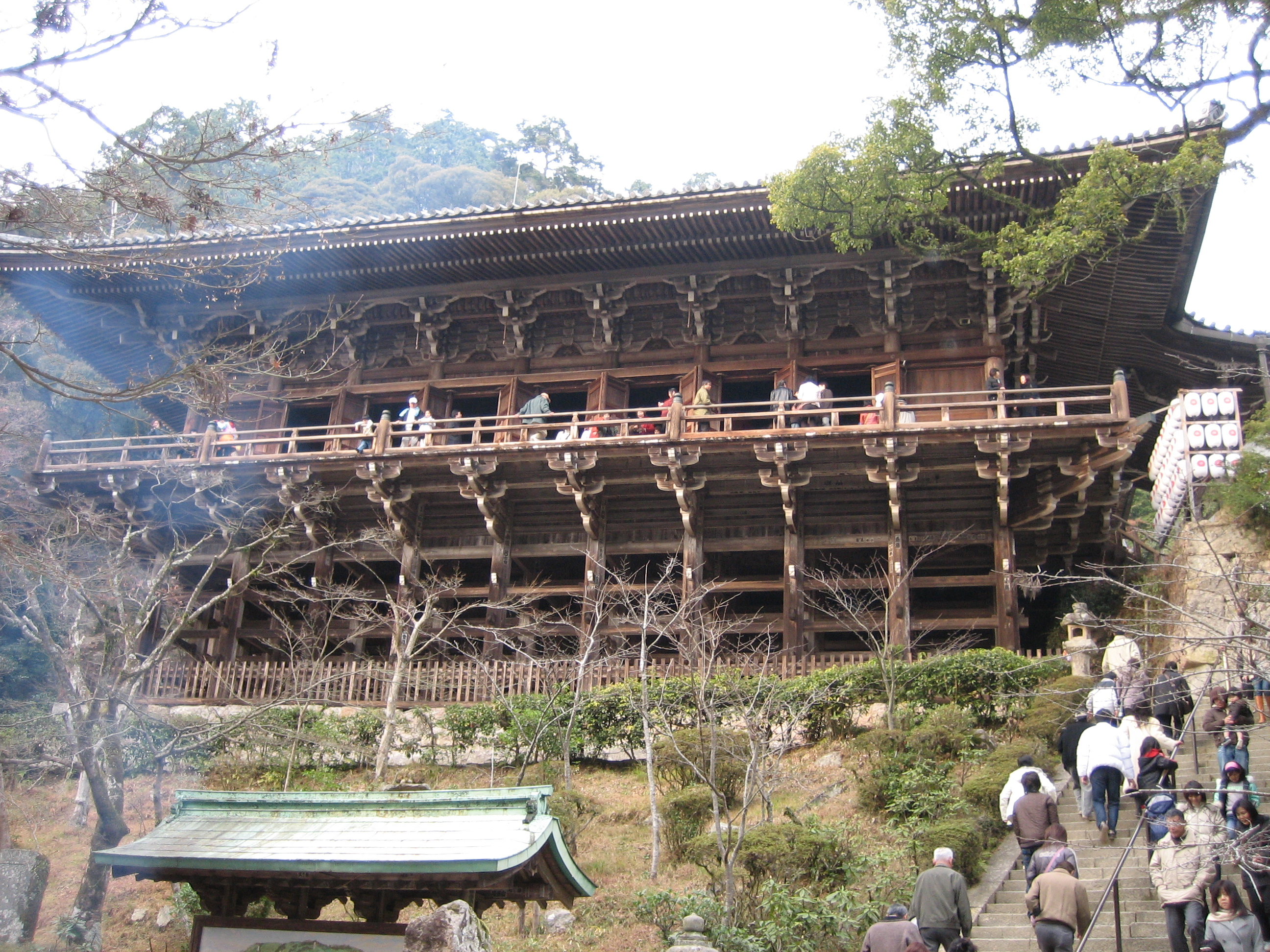
Mani-den
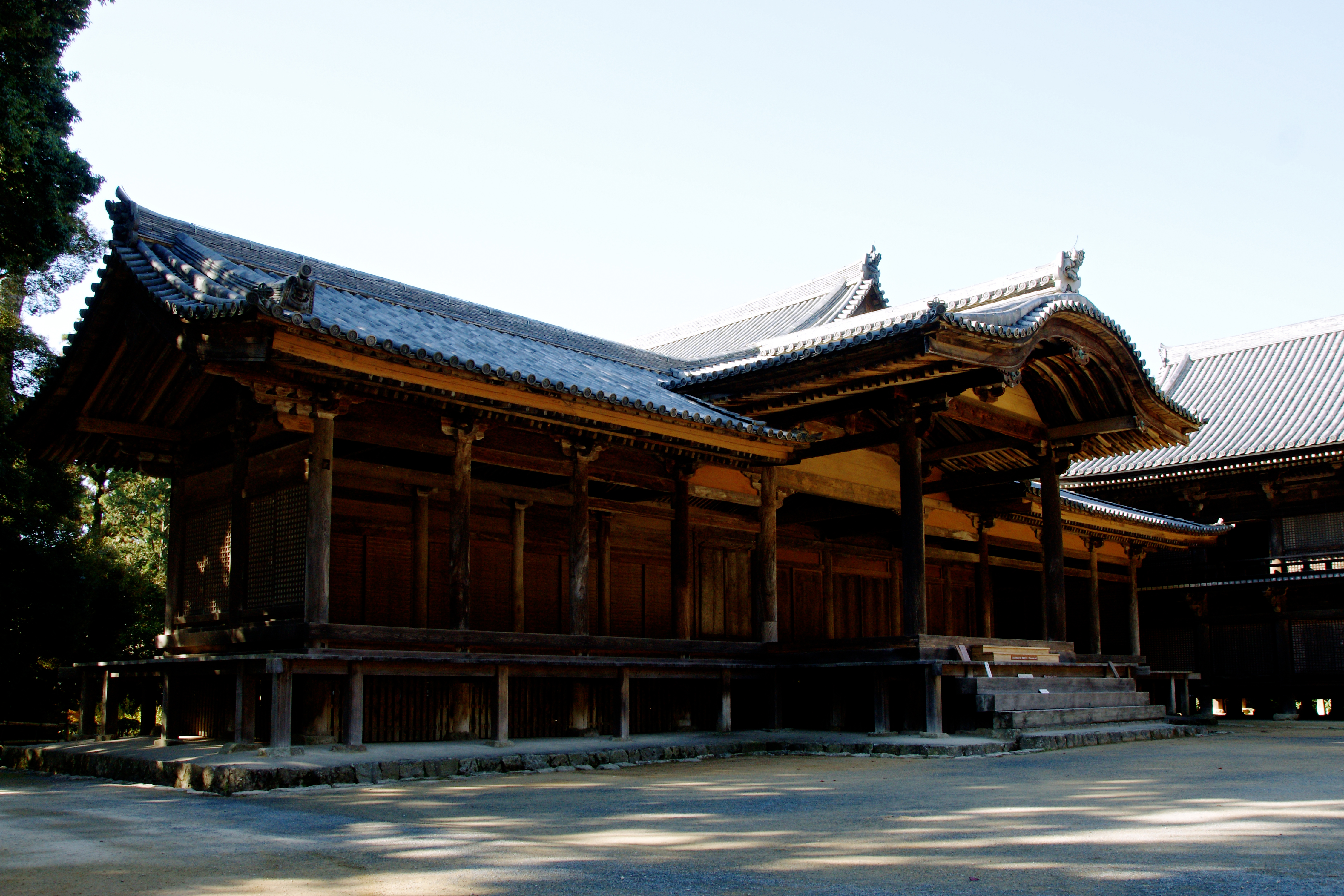
Jōgyō-Halle
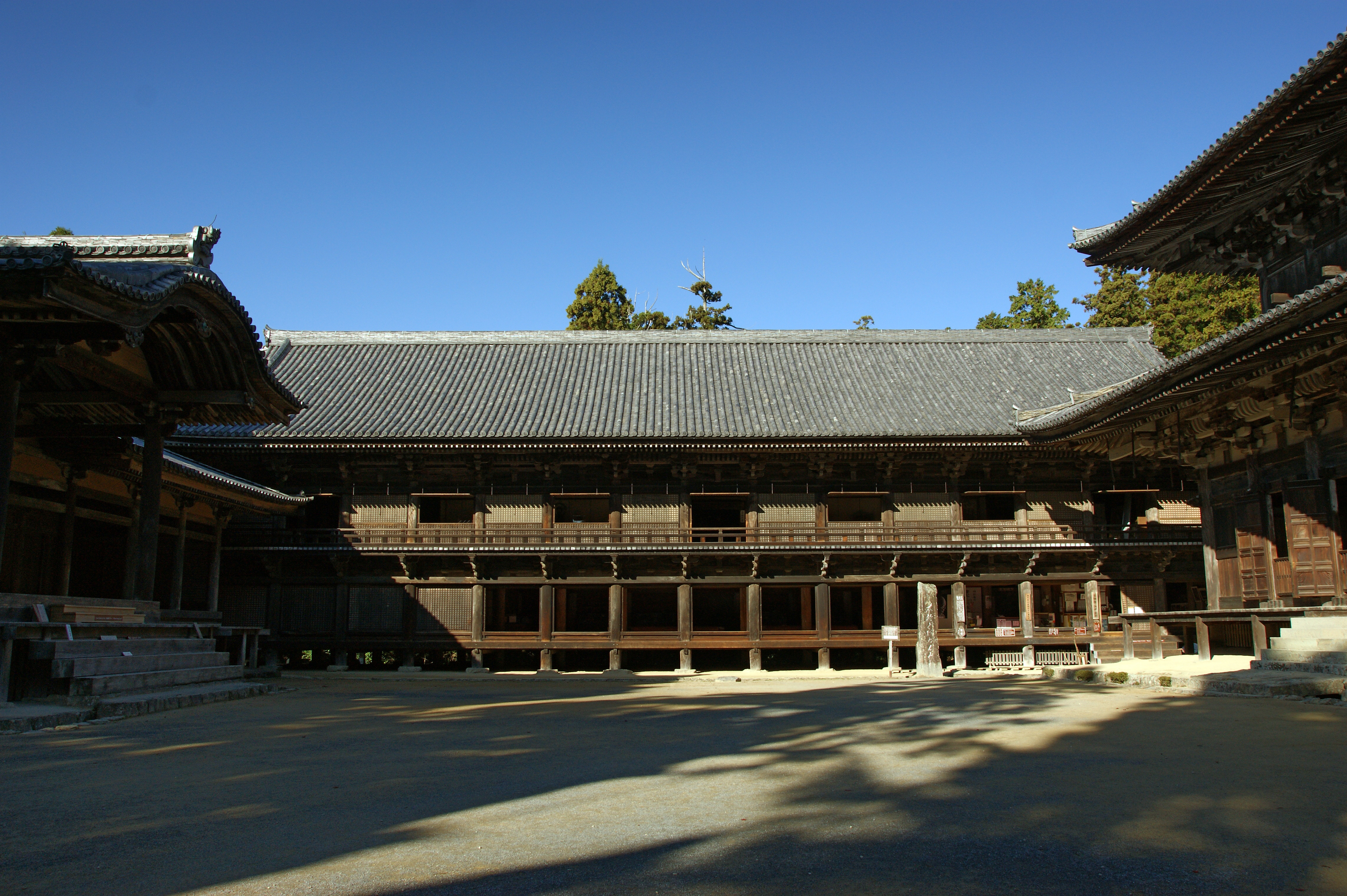
Refektorium
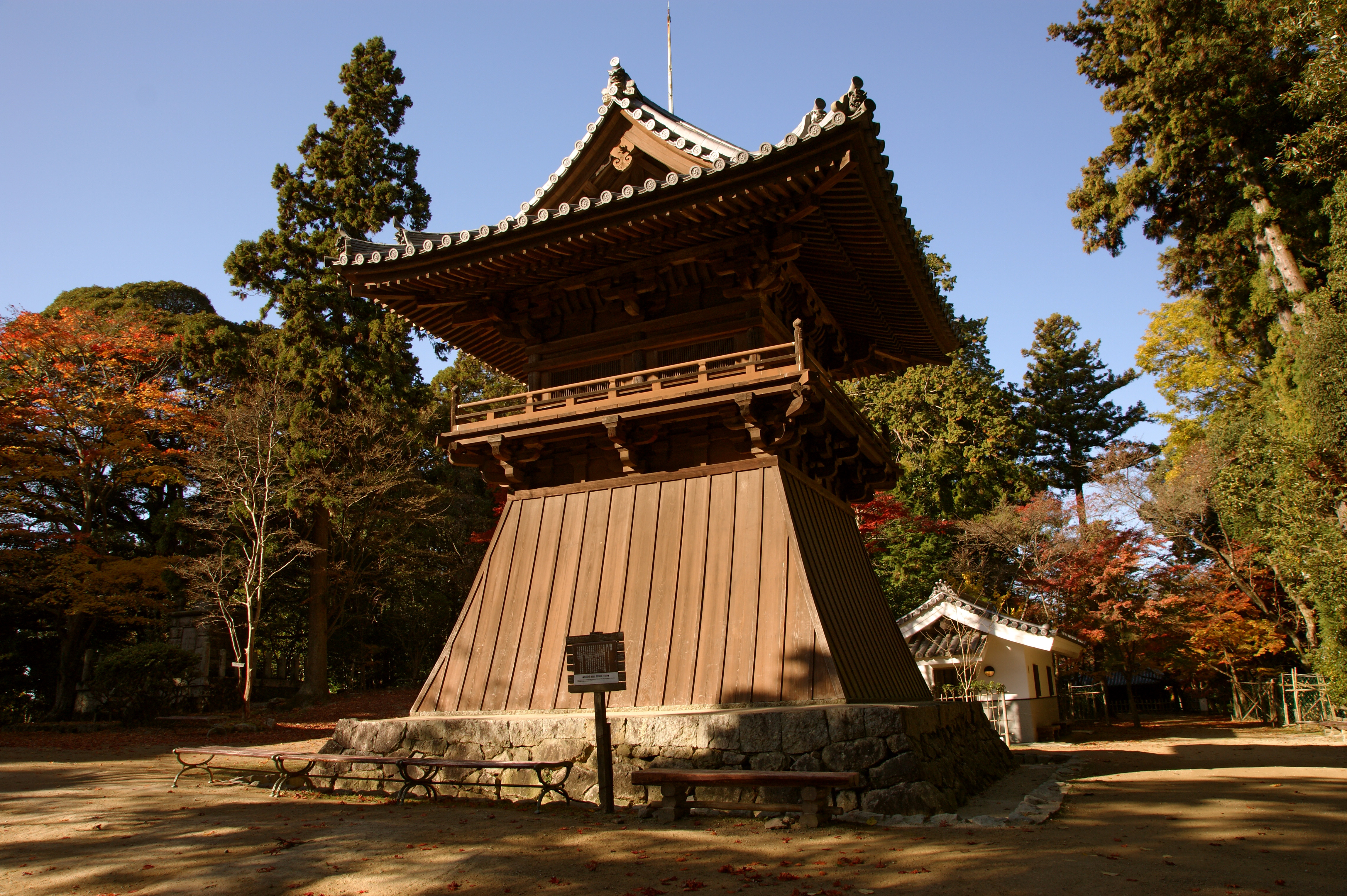
Glockenturm